# Ludovic Fabregas
Ludovic Fabregas (Perpiñán, 1 de julio de 1996) es un jugador de balonmano francés que juega como pívot en el FC Barcelona y en la selección de balonmano de Francia.
Su primer gran campeonato con la selección fue el Campeonato Europeo de Balonmano Masculino de 2016. Ganó la medalla de oro en el Campeonato Mundial de Balonmano Masculino Junior de 2015, la plata en los Juegos Olímpicos de Río de Janeiro 2016 con la selección absoluta, y la medalla de oro en el Campeonato Mundial de Balonmano Masculino de 2017.
En la temporada 21/22 consiguió anotar el último penalti que le dio la victoria al FC Barcelona en la Copa de Europa de Balonmano de ese año.
Después de marcharse al Vezprém, y unas temporadas normales, vuelve al Barça para buscar otra champions.

## Clubes
| Club             | País    | Año        |
| ---------------- | ------- | ---------- |
| Montpellier HB   | Francia | 2011-2018  |
| FC Barcelona     | España  | 2018-2023  |
| Telekom Veszprém | Hungría | 2023-2025. |
| FC Barcelona     | España  | 2025-act.  |

## Palmarés

### Selección nacional
| Juegos Olímpicos   | Juegos Olímpicos             | Juegos Olímpicos  | Juegos Olímpicos |
| Año                | Lugar                        | Medalla           |                  |
| ------------------ | ---------------------------- | ----------------- | ---------------- |
| 2016               | Río de Janeiro               | Medalla de plata  |                  |
| 2020               | Tokio                        | Medalla de oro    |                  |
| Campeonato Mundial |                              |                   |                  |
| Año                | Lugar                        | Medalla           |                  |
| 2017               | Francia                      | Medalla de oro    |                  |
| 2019               | Dinamarca y Alemania         | Medalla de bronce |                  |
| 2023               | Polonia y Suecia             | Medalla de plata  |                  |
| 2025               | Croacia, Dinamarca y Noruega | Medalla de bronce |                  |
| Campeonato Europeo |                              |                   |                  |
| Año                | Lugar                        | Medalla           |                  |
| 2024               | Alemania                     | Medalla de oro    |                  |

### Montpellier
- Liga de Campeones de la EHF (1): 2018
- Copa de Francia (1): 2016
- Copa de la Liga (1): 2016

### FC Barcelona
- Liga de Campeones de la EHF (2): 2021, 2022
- Mundialito de clubes (2): 2018, 2019
- Liga ASOBAL (4): 2019, 2020, 2021, 2022
- Copa del Rey de Balonmano (4): 2019, 2020, 2021, 2022
- Copa Asobal (4): 2019, 2020, 2021, 2022
- Supercopa de España (4): 2019, 2020, 2021, 2022

### Veszprém
- Liga húngara de balonmano (1): 2024
- Copa de Hungría de balonmano (1): 2024
- Campeonato Mundial de Clubes de Balonmano (1): 2024

### Consideraciones individuales
- Mejor Pivote de la Liga de Campeones (1): 2017
- Mejor Pivote de la Liga de Francia (1): 2017
- Mejor Defensor de la Liga de Francia (2): 2016 y 2017
- Mejor Pivote de la Liga ASOBAL (2): 2019 y 2020